# بالدره
بالدره (به لاتین: Balldre) یک واحد اداری در آلبانی است که در ناحیه لژه واقع شده‌است.